# شهرستان اندرسون (تنسی)
شهرستان اندرسون، تنسی (به انگلیسی: Anderson County, Tennessee) یک سکونتگاه مسکونی در ایالات متحده آمریکا است که در تنسی واقع شده‌است.

## خصوصیات
شهرستان اندرسون ۸۹۳ کیلومترمربع مساحت دارد.